# Oeladzisaw Hantsjarow
Oeladzisaw Hantsjarow (Vitebsk, 2 december 1995) is een Wit-Russisch gymnast die uitkomt in de gymnastiekdiscipline trampolinespringen.
Hantsjarow won tijdens de Olympische Zomerspelen 2016 de gouden medaille.
Hantsjarow werd tweemaal wereldkampioen synchroon en eenmaal met het team.

## Resultaten

### Olympische Zomerspelen
| Jaar | Plaats         | Resultaten            |
| ---- | -------------- | --------------------- |
| 2016 | Rio de Janeiro | trampolinespringen    |
| 2020 | Tokio          | 4e trampolinespringen |

### Wereldkampioenschappen
| Jaar | Plaats          | Resultaten                     |
| ---- | --------------- | ------------------------------ |
| 2014 | Daytona Beach   | synchroon · individueel        |
| 2015 | Odense          | synchroon · individueel · team |
| 2017 | Sofia           | synchroon                      |
| 2018 | Sint Petersburg | synchroon · team               |
| 2019 | Tokio           | landenwedstrijd                |

2000: Aleksandr Moskalenko ·
2004: Joeri Nikitin ·
2008: Lu Chunlong · 
2012: Dong Dong · 
2016: Oeladzisaw Hantsjarow · 
2020: Ivan Litvinovitsj · 
2024: Ivan Litvinovitsj · 